# Cape Wrath - Fuga dal passato
Cape Wrath - Fuga dal passato è una serie televisiva britannica interpretata da David Morrissey e Lucy Cohu. È prodotto da Ecosse Films ed è stato trasmesso sull'inglese Channel 4 dal giugno all'agosto 2007; quasi contemporaneamente, con il titolo Meadowlands, è approdato anche sul canale cavo statunitense Showtime e in Italia sul canale satellitare Jimmy.

## Trama
Una coppia sposata e le loro gemelle adolescenti si trasferiscono a Meadowlands, una città suburbana amichevole e apparentemente sicura, per iniziare una nuova vita. Qui, si renderanno presto conto che i segreti e i misteri sono abbondanti, e il passato è una cosa difficile da seppellire.

## Cast

### Famiglia Brogan
- David Morrissey Danny Brogan
- Lucy Cohu Evelyn Brogan
- Felicity Jones Zoe Brogan
- Harry Treadaway Mark Brogan

### Altri personaggi
- Sian Brooke Lori Marcuse
- Ralph Brown Bernard Wintersgill
- Emma Davies Abigail York
- Tristan Gemmill Dr. David York
- Don Gilet Freddie Marcuse
- Tom Hardy Jack Donnelly
- Sean Harris Gordon Ormond
- Melanie Hill Brenda Ogilvie
- Ella Smith Jezebel Ogilvie
- Nina Sosanya Samantha Campbell
- Scot Williams Tom Tyrell
- David Smallbone Green Suit
- John Warman Green Suit

## Episodi
| Stagione       | Episodi | Prima TV originale | Prima TV Italia |
| -------------- | ------- | ------------------ | --------------- |
| Prima stagione | 8       | 2007               | 2008            |

## Premi e riconoscimenti
- Nominato come Best International Series ai Saturn Award[1]